# Psammophis lineolatus
Psammophis lineolatus är en ormart som beskrevs av Brandt 1836. Psammophis lineolatus ingår i släktet Psammophis och familjen snokar. Inga underarter finns listade i Catalogue of Life.
Denna orm förekommer från Kaspiska havet till Mongoliet och nordvästra Kina samt söderut till Afghanistan, Iran och Pakistan. Honor lägger ägg.